# Jan Verwey
Jan Verwey (* 24. Februar 1936 in Vlissingen) ist ein niederländischer Musiker des Modern Jazz (Mundharmonika). „Er beherrscht das Oktavspiel perfekt und hat es zu seinem Markenzeichen gemacht.“
Verwey brachte sich in jungen Jahren das Mundharmonikaspielen autodidaktisch bei. Seit 1982 legte er Alben unter eigenem Namen vor; auch arbeitete er mit dem Metropole Orkest, Hod O’Brien, Hans van Oosterhout und Michel Herr. Er trat beim North Sea Jazz Festival und auf einigen nordamerikanischen Festivals auf. Auch ist er auf Alben von Louis Andriessen, Denise Jannah, Colette Wickenhagen oder Carola Vossen zu hören. Weiterhin ist er als Endorser für die Firma Hering tätig.

## Diskographische Hinweise
- Watch What Happens (Lark 1982)
- Golden Collection (Hotline 1986)
- Mo Rolland Kwintet Featuring Jan Verwey The Dutch Connection (Gorgo 1990)
- You Must Believe in Spring (Timeless 1992, mit Angelo Verploegen, Jack van Poll, Hein van de Geyn, John Engels)
- The Miles Davis Project (Willibrord 1996, mit Peter Hertmans, Jos Machtel, Frans van der Hoeven, Hans van Oosterhout)
- Plays Thelonious Monk (Munich 2004)
- Jan Verwey & Bert van den Brink Standards & Others Pieces (DayBreak/Challenge Records 2010, mit Fay Claassen)
- Christian Hassenstein & Jan Verwey Rays of Light (DJAMtones 2013, mit Ruud Ouwehand, Franc auf dem Brinke)
- Dreamdancing (O.A.P. 2016, mit Johan Clement, Jasper Somsen)